# Продължителна абстиненция
Продължителна абстиненция (на английски: Post-acute-withdrawal syndrome или PAWS) се проявява след острата фаза на абстиненция от алкохол, опиати, бензодиазепини, антидепресанти и други. Интензивността ѝ не е толкова висока и постепенно намалява като сила с времето.
Някои абстинентни симптоми могат да продължават най-малко година след спиране на употребата и могат да включват:
- Много силно желание за употреба на алкохол
- Невъзможност да се изпита удоволствие от неща, които нормално са приятни (анхедония)
- Притъпяване на усещанията
- Дезориентация
- Гадене и повръщане, или главоболие
- Безсъние

Един от важните фактори, определящи силата на абстинентните симптоми, е историята на предишни прекарани абстиненции. Други важни фактори са консумираното количество алкохол и продължителността на алкохолния прием точно преди спиране на употребата.